# Rigord
Rigord o Rigordus (1150-1209; Rigordo, en castellano) fue un cronista francés, nacido probablemente en Alais, en Languedoc. 

Rigord escribió la Gesta Philippi Augusti, que trataba de la vida del rey francés Felipe Augusto, desde su coronación en 1179 hasta su muerte en 1206. Si bien en la primera parte la crónica se refiere al rey en muy buenos términos, este tono cambia cuando se describe la segunda parte de su reinado. Este valioso trabajo fue resumido y continuado por Guillermo el Bretón.

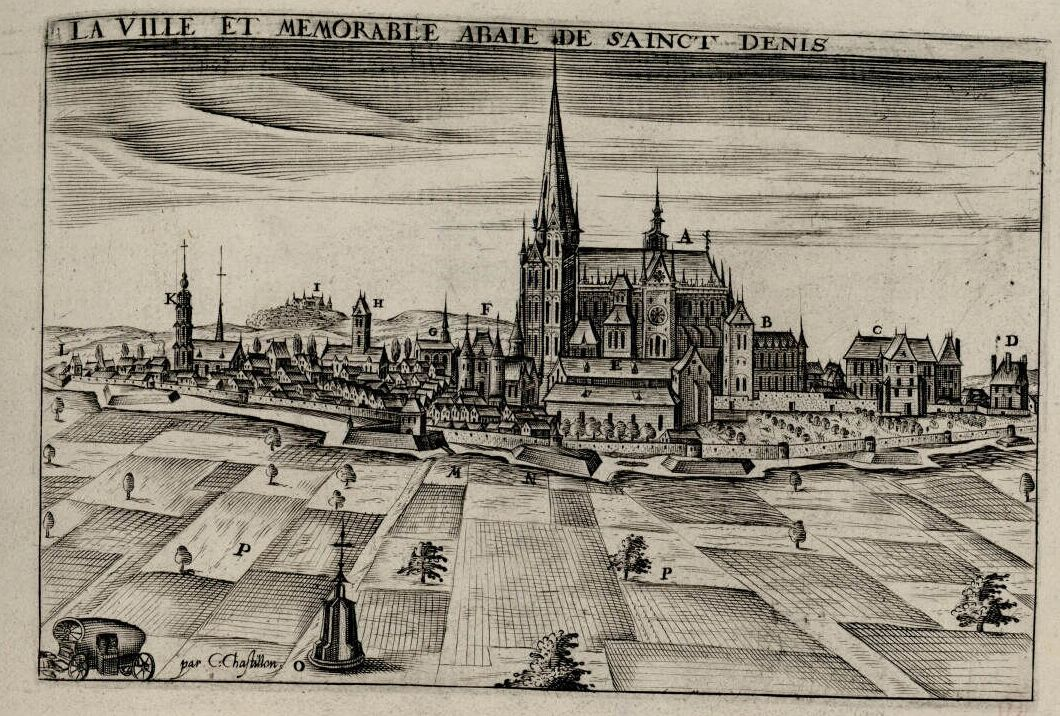
La ciudad y la memorable bahía de Saint Denis grabado por Claude Chastillon